# O Panorama (1837)
O Panorama, jornal literário e instrutivo da sociedade propagadora dos conhecimentos úteis, foi um jornal de periodicidade semanal, que  teve o seu 1º número editado em 1837 e o último em 1868 (apesar de estar subdividido em 5 séries). Como missão, O Panorama pretende  proporcionar informação válida  e ativa aos seus leitores, de todas as classes, através de um discurso que procura ser “positivo, otimista, apaziguador, apelando ao entendimento entre todos os liberais” onde “os assuntos políticos não obteriam entrada”.
Considerado um dos principais órgãos do romantismo português, a este jornal estão ligados os nomes de Alexandre Herculano, nas duas primeiras séries, seguido por António Feliciano Castilho e António de Oliveira Marreca, e uma vasta lista de colaboradores de reconhecido prestígio: Fernando Luís Mouzinho de Albuquerque, Tiburcio António Craveiro, Silvestre Pinheiro Ferreira, José Maria da Silva Leal, José Félix  Nogueira, Joaquim Heliodoro da Cunha Rivara, Frederico Luís Guilherme de Varnhagen, José Maria Latino Coelho, Luís Augusto Palmeirim, Luiz Augusto Rebelo da Silva, Francisco Adolpho de Varnhagen, José de Torres, Ignacio de Vilhena Barbosa, Francisco Maria Bordalo, José da Silva Mendes Leal, Casimiro de Abreu, Francisco Gomes de Amorim, Camilo Castelo Branco, António Pedro Lopes de Mendonça, Rodrigo Paganino, Guilherme de Azevedo, Manuel Joaquim Pinheiro Chagas, João de Deus, Antonio Candido de Figueiredo, José Silvestre Ribeiro, Thomaz Ribeiro, C. E. Correa da Silva e Innocencio Francisco da Silva.